# Mataeomera ligata
Mataeomera ligata is een vlinder uit de familie van de spinneruilen (Erebidae). De wetenschappelijke naam van deze soort is voor het eerst voorgesteld als Madopa ligata door Thomas Pennington Lucas in een publicatie uit 1895.
De soort komt voor in Australië (Queensland).